# Héctor Iván Palacio
Pour les articles homonymes, voir Palacio.
Palacio  Montoya est un nom espagnol. Le premier nom de famille, en général paternel, est Palacio ; le second, en général maternel, souvent omis, est Montoya.
Héctor Iván Palacio Montoya (né le 12 mai 1969 à Envigado) est un coureur cycliste colombien. Il a notamment remporté le Tour de Colombie 2000.

## Palmarès
- 1989
  - 1rea (contre-la-montre par équipes) et 5e étapes du Tour de Colombie espoirs
- 1990
  -  Médaillé d'or du contre-la-montre par équipes des Championnats panaméricains
  - 3e du Tour du Costa Rica
- 1991
  -  Médaillé d'or du contre-la-montre par équipes des Jeux panaméricains
- 1992
  -  Médaillé d'or du contre-la-montre par équipes des Championnats panaméricains
- 1994
  - 4e étape du Tour de Colombie
  - 3e du championnat de Colombie sur route
  - 3e du championnat de Colombie du contre-la-montre
- 1995
  - 3e étape du GP Pony Malta
  - 9e étape du Tour de Colombie
- 1996
  - 4e et 13e étapes du Tour de Colombie
  - 2e du Tour de Colombie
- 1997
  - 4e étape du Clásico RCN
  - 1re étape du Tour de Colombie
  - 2e du Clásico RCN
  - 3e du Tour de Colombie
- 1998
  - 12e étape du Tour de Colombie
- 1999
  - 6e étape du Tour de Colombie
- 2000
  - Tour de Colombie :
    - Classement général
    - 5e étape

  - 2e étape du Clásico RCN

## Résultats sur les championnats

### Jeux olympiques
1 participation.
- Barcelone 1992 : 52e au classement final[1].

### Championnats du monde amateurs
Course en ligne
1 participation.
- Stuttgart 1991 : 77e au classement final[2].